# Uromacer frenatus
Uromacer frenatus — вид змій родини полозових (Colubridae). Мешкає в Гаїті і Домініканській Республіці.

## Підвиди
Виділяють чотири підвиди:
- Uromacer frenatus chlorauges Schwartz, 1976 — острови Гросс-Кей[en] і Ваш[en], Каємітські острови[en], локально на півдні Гаїті і південному заході Домініканської Республіки;
- Uromacer frenatus dorsalis Dunn, 1920 — південь Гаїті і південний захід Домініканської Республіки (на схід до підніжжя масиву Сьєрра-Мартін-Гарсія[es])
- Uromacer frenatus frenatus (Günther, 1865) — острів Гонав;
- Uromacer frenatus wetmorei Cochran, 1931 — острів Беата.

## Поширення і екологія
Uromacer frenatus мешкають на південному заході острова Гаїті та на сусідніх островах. Вони живуть в сухих акацієвих лісах, ведуть деревний спосіб життя. Живляться ящірками з родів Anolis, Leiocephalus і Ameiva. Відкладають яйця.

## Збереження
МСОП класифікує стан збереження цього виду як близький до загрозливого. Uromacer frenatus загрожує знищення природного середовища.